# Amina Manzoor
Amina Manzoor, född 1 juli 1979, är en svensk reporter med inriktning på medicin.

## Arbetsliv
Manzoor arbetade tidigare på Läkemedelsvärlden, Dagens Medicin, Svenska Dagbladet samt Dagens Nyheter. I mars 2021 meddelades att hon skulle börja skriva för Expressen parallellt med arbetet att färdigställa en bok om coronaviruspandemin. Boken, Pandemier!, gavs ut i maj 2021, och beskrevs i SvD som "en lysande pedagogisk populärvetenskaplig bok om covid-19 – men lika mycket en handbok i kritiskt tänkande".
Manzoor utsågs 2016, tillsammans med DN:s vetenskapsredaktör Maria Gunther, till årets folkbildare av föreningen Vetenskap och Folkbildning.
Manzoor tilldelades Kungliga Ingenjörsvetenskapsakademiens pris för vetenskaplighet inom journalistiken 2021.
2023 delade Rotary Stockholm-Skanstull ut journaliststipendium från Kurt Perssons minnesfond till Amina Manzoor. Motiveringen lyfte både Manzoors bok om pandemier, att hon gjort svåra ämnen begripliga samt konsekvent visat hög integritet. 
Amina Manzoor utsågs 2024 till Årets virushjälte av Virus- och pandemifonden. Motiveringen lyfter Manzoors sakliga och trovärdiga journalistik samt att hon fortsätter bevaka virus- och pandemifrågor.